# Жілберто Карлос Насіменто
Жилберту Карлуш Насіменту (порт. Gilberto Carlos Nascimento, нар. 14 червня 1966, Сан-Паулу) — бразильський футболіст, що грав на позиції півзахисника. По завершенні ігрової кар'єри — тренер. З 2017 року очолює тренерський штаб команди «Сержипі».
Виступав, зокрема, за клуби «Крузейру», «Палмейрас» та «Інтернасьйонал», а також національну збірну Бразилії.

## Клубна кар'єра
Спочатку був на перегляді у «Корінтіансі», але через помилку при записі результатів перегляду, не підійшов клубу, через що за талагновитого гравця сперечалися «Жувентус» та «Гуарані», проте пропозиція першого клубу була найкраща, тому юний футболіст перейшов до «Жувентуса». У дорослому футболі дебютував 1985 року виступами за команду клубу «Жувентус» (Сан-Паулу) на позиції півзахисника. Завдяки цьому на нього звернули увагу чотири провідні футбольні клуби Сан-Паулу (Корінтіанс, «Палмейрас», «Сан-Паулу» та «Сантус»), які розпочали між собою боротьбу за право підписати талановитого гравця. Але усі пропозиції до «Жувентуса» стосувалися виключно оренди гравця, тоді майбутній президент клубу Жозе Феррейра Пінту заявив, що відпустить Бетінью до іншого клубу лише за умови повноцінного трансферу. Після небажання бразильських клубів викуповувати контракт Бетінью, агент гравця зумів переконати керівництво клубу віддати футболіста в річну оренду до «Сантуса». Відіграв за команду з Белу-Орізонті наступний сезон своєї ігрової кар'єри. Більшість часу, проведеного у складі «Крузейру», був основним гравцем команди.
1990 року Бетінью повернувся до «Жувентуса», але отримавши пропозицію від «Палмейраса» вперше попрощався з «Жувентусом». У своєму новому клубі разом з Мірандіньєю та Пауліньйо Каріокою утворив атакувальне тріо, але інколи й грав четвертим півзахисником. 
Виступаючи у складі «Палмейраса» також здебільшого виходив на поле в основному складі команди. У 1992 році повернувся до складу «Крузейру», з яким став переможцем Суперкубку Лібертадорес та Ліги Мінейро. Потім повернувся до «Палмейрас», але зрештою залишив клуб.
У 1993 році, коли Бетінью переїхав до Японії, професіональний футболу у Країні вранішнього сонця лише зароджувався. Першим клубом гравця на японській землі став Бельмаре Хіратуска (зараз Сенан Бельмаре). Відзначився 67-ма голами в 132-ох матчах, після чого продовжив свою кар'єру в японському футболі, Бетінью підписав контракт з «Кавасакі Фронталє», в якому виступав протягом одного сезону, перш ніж повернутися в Бразилію.
Після виступів у Японії, у 1998 році Бетінью повернувся до Бразилії та перейшов до «Інтернасьйонала». Гравець підписав однорічний контракт, але вже у другій частині 1999 року виявився для «Інтера» непотрібним. Після цього перейшов до «Гуарані» (Кампінас). З 2000 року виступав у менш іменитих клубах: «Сан-Жозе» (перша частина 2000 року), «Гама» (друга половина того ж року), «Санту-Андре» (2001), «Іпатінга» (2002) та «Франкана» (2003).
У 2004 році, після 14-річної перерви, Бетінью повернувя до «Жувентуса», вже після завершення кар'єри гравця. 37-річний нападник очолив молодіжну команду клубу, яка під його керівництвом зуміла зберегти своє місце у Серії A-1, в той час як молодіжна команда Корінтіанса вилетіла до Серії A-2 (другого дивізіону чемпіонату штата).

## Виступи за збірну
12 жовтня 1988 року дебютував у складі національної збірної Бразилії у переможному (2:0) товариському поєдинку проти Бельгії. Цей матч для Жилберто так і залишився єдиним у футболці національної збірної.

## Кар'єра тренера
Після завершення кар'єри гравця Сержіу Соареш запросив його на посаду помічника головного тренера «Санту-Андре». В подальшому очолював команди клубів «Марілія», «Гуаратінгета»,  «АСА» та «Флуміненсе де Феїра». З 2014 року був виконувачем обов'язків головного тренера клубу «Конф'янса». Проте в травні 2016 року, через дуже невдалі результати клубу, був звільнений з займаної посади, а в серпні того ж року погодився очолити «Флуміненсе» (Фейра-ді-Сантана).
З 2017 року очолює тренерський штаб команди «Сержипі».

## Клубна статистика
| Клубні виступи | Клубні виступи     | Клубні виступи | Ліга  | Ліга | Кубок            | Кубок            | Кубок ліги      | Кубок ліги      | Загалом | Загалом |
| Сезон          | Клуб               | Ліга           | Матчі | Голи | Матчі            | Голи             | Матчі           | Голи            | Матчі   | Голи    |
| Бразилія       | Бразилія           | Бразилія       | Ліга  | Ліга | Кубок Бразилії   | Кубок Бразилії   | Кубок ліги      | Кубок ліги      | Загалом | Загалом |
| -------------- | ------------------ | -------------- | ----- | ---- | ---------------- | ---------------- | --------------- | --------------- | ------- | ------- |
| 1988           | Крузейру           | Серія A        | 13    | 4    |                  |                  |                 |                 | 13      | 4       |
| 1989           | Крузейру           | Серія A        | 18    | 2    |                  |                  |                 |                 | 18      | 2       |
| 1990           | Палмейрас          | Серія A        | 20    | 6    |                  |                  |                 |                 | 20      | 6       |
| 1991           | Палмейрас          | Серія A        | 17    | 4    |                  |                  |                 |                 | 17      | 4       |
| 1992           | Палмейрас          | Серія A        | 16    | 3    |                  |                  |                 |                 | 16      | 3       |
| 1992           | Крузейру           | Серія A        | 0     | 0    |                  |                  |                 |                 | 0       | 0       |
| Японія         | Японія             | Японія         | Ліга  | Ліга | Кубок Імператора | Кубок Імператора | Кубок Джей-ліги | Кубок Джей-ліги | Загалом | Загалом |
| 1993           | Фуджита Індастріс  | Футбольна ліга | 17    | 11   | 1                | 0                | 6               | 3               | 24      | 14      |
| 1994           | Бельмаре Хіратуска | Джей-ліга      | 37    | 24   | 5                | 3                | 0               | 0               | 42      | 27      |
| 1995           | Бельмаре Хіратуска | Джей-ліга      | 50    | 25   | 2                | 1                | -               | -               | 52      | 26      |
| 1996           | Бельмаре Хіратуска | Джей-ліга      | 28    | 7    | 3                | 1                | 14              | 1               | 45      | 9       |
| 1997           | Кавасакі Фронтале  | Футбольна ліга | 28    | 19   | 3                | 3                | -               | -               | 31      | 22      |
| 1998           | Кавасакі Фронтале  | Футбольна ліга | 4     | 1    | 0                | 0                | 3               | 1               | 7       | 2       |
| Бразилія       | Бразилія           | Бразилія       | Ліга  | Ліга | Кубок Бразилії   | Кубок Бразилії   | Кубок ліги      | Кубок ліги      | Загалом | Загалом |
| 1998           | Інтернасьйонал     | Серія A        | 20    | 3    |                  |                  |                 |                 | 20      | 3       |
| 1999           | Інтернасьйонал     | Серія A        | 0     | 0    |                  |                  |                 |                 | 0       | 0       |
| 1999           | Гуарані            | Серія A        | 7     | 0    |                  |                  |                 |                 | 7       | 0       |
| 2000           | Гама               | Серія A        | 5     | 1    |                  |                  |                 |                 | 5       | 1       |
| Країна         | Бразилія           | Бразилія       | 116   | 23   |                  |                  |                 |                 | 116     | 23      |
| Країна         | Японя              | Японя          | 164   | 87   | 14               | 8                | 23              | 5               | 201     | 100     |
| Загалом        | Загалом            | Загалом        | 280   | 110  | 14               | 8                | 23              | 5               | 317     | 123     |

## Статистика виступів у збірній
| національна збірна Бразилії | національна збірна Бразилії | національна збірна Бразилії |
| Рік                         | Матчі                       | Голи                        |
| --------------------------- | --------------------------- | --------------------------- |
| 1988                        | 1                           | 0                           |
| Загалом                     | 1                           | 0                           |

## Титули і досягнення

### Як гравця
Крузейру
- Ліга Мінейро
  -  Чемпіон (1): 1992

- Суперкубок Лібертадорес
  -  Володар (1): 1992

Сенан Бельмаре
- Кубок Імператора Японії
  -  Володар (1): 1994

- Кубок володарів кубків Азії
  -  Володар (1): 1995

### Як тренера
Сержипі
- Ліга Сержипіано
  -  Чемпіон (1): 2015

## Нагороди
- Найкраща одинадцятка Японської Футбольної ліги (1): 1993
- Найкраща одинадцятка Джей-ліги (1): 1994
- Легенда Бельмаре (1): 2003